# Crail Parish Church

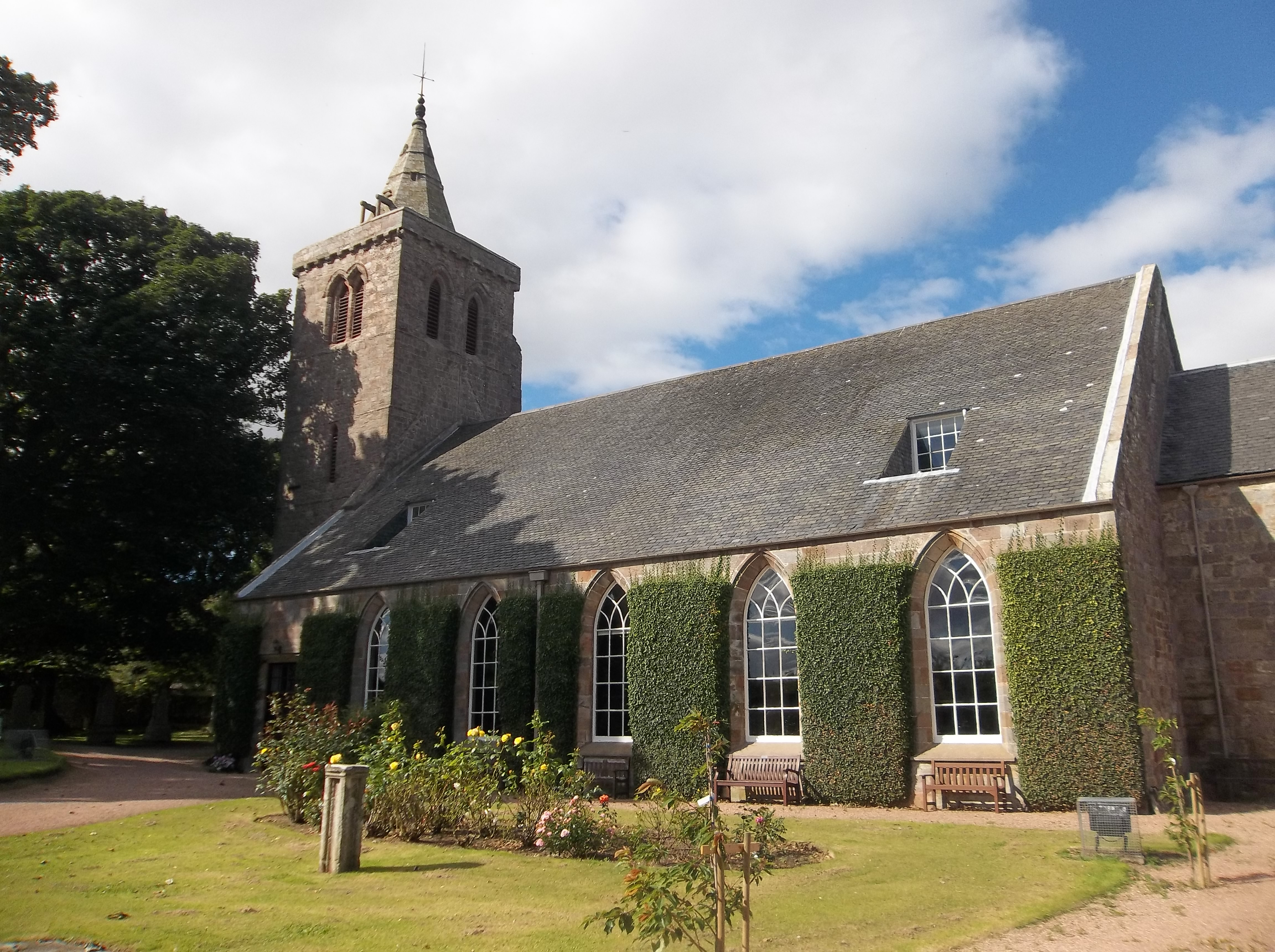
Südfassade der Crail Parish Church

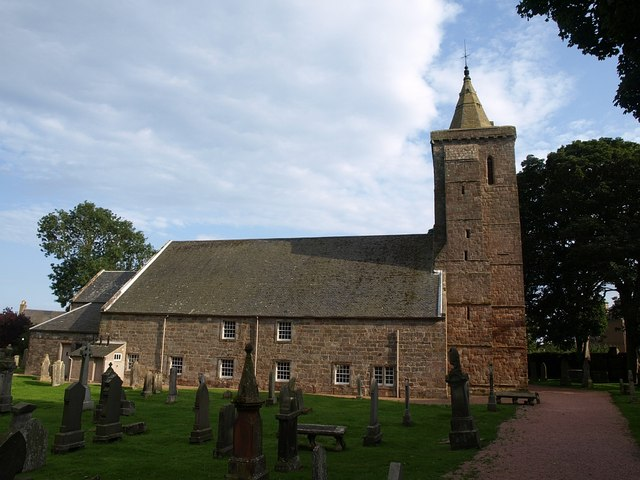
Nordfassade der Crail Parish Church

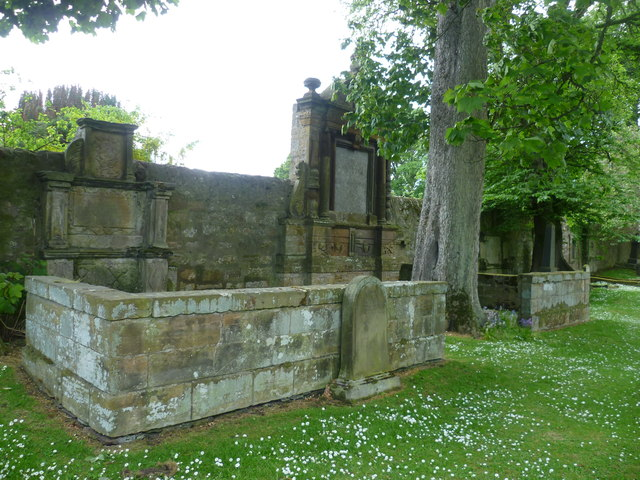
Grabstätten auf dem Friedhof

Die Crail Parish Church ist ein Kirchengebäude der presbyterianischen Church of Scotland in der schottischen Ortschaft Crail in der Council Area Fife. 1972 wurde das Bauwerk als Einzeldenkmal in die schottischen Denkmallisten in der höchsten Denkmalkategorie A aufgenommen. Der umgebende Friedhof ist separat als Kategorie-A-Denkmal klassifiziert.

## Geschichte
Die Ursprünge der Kirche gehen auf das 12. Jahrhundert zurück. Ada, Mutter Wilhelm des Löwen, stiftete den Bau und unterstellte ihn dem Zisterzienserkloster in Haddington. Vermutlich wurde die Kirche damit um 1160 unter Malcolm IV. oder etwas später unter Wilhelm dem Löwen erbaut. Architektonische Details deuten auf einen Bau vor 1175 hin. Als Bischof von St Andrews konsekrierte David of Bernham den Bau im Jahre 1243. Beim Ausbau zur Stiftskirche im Jahre 1517 wurde das Gebäude deutlich überarbeitet. Im Laufe der 18. Jahrhunderts wurden die Nordfassade und 1815 das Langhaus neu aufgebaut. Weitere Arbeiten wurden 1828 ausgeführt. Heute dient die Crail Parish Church als Pfarrkirche von Crail.

## Beschreibung
Die Crail Parish Church steht inmitten des umgebenden Friedhofs abseits der Straße Marketgate neben dem Kirkmay House Hotel. Ursprünglich handelte es sich um ein romanisches Bauwerk, von dem jedoch nur noch in die heutige Struktur integrierte Fragmente erhalten sind. Der Westturm wurde um 1200 erbaut und der spitze Helm um 1500 hinzugefügt. Der Neuaufbau des Langhauses im Jahre 1815 ist an der neogotischen Südfassade mit ihren Spitzbogenfenstern deutlich erkennbar. Das abschließende Satteldach ist mit Schiefer eingedeckt.